# Eduard Renner
Eduard Renner (* 1891; † 23. Juni 1952) war ein Urner Arzt und Ethnograph. Er wurde 1941 bekannt durch sein volkskundliches Buch Goldener Ring über Uri, in dem er Sagen und Gebräuche der Bergbauern und Alphirten in ein magisches Weltbild deutete. Renners Schrift findet für die Beschäftigung mit Mythen und Legenden des alpinen Raums immer noch große Beachtung.
Renner differenzierte eine bereits von James Frazer (an dessen Hauptwerk Der goldene Zweig er auch den Titel seines Goldenen Rings anlehnte) entwickelte Evolutionstheorie des menschlichen Geistes. Frazer postulierte die Abfolge Magie, Religion, Wissenschaft, wogegen Renner streng zwischen Magie (Ausübung übernatürlicher Kräfte) und Animismus (Glaube an die Allbeseeltheit) unterschied, die er als zeitlich, gesellschaftlich und lokal getrennte Stufen verstand. Während er die Magie, die bis in die Steinzeit zurückreiche, bei den Bergbewohnern verortete, sah er den Animismus als eine spätere Entwicklung der handwerklich und technisch ausgerichteten Talschaften an.
Das magische Weltbild fasste Renner in die Begriffe vom Es, Ring und Frevel: Der magisch erlebende Mensch stehe als Erhalter seiner Welt im Ring (dem Sinnbild der Geborgenheit), gefährdet vom Es (der Härte und Macht der Umwelt und ihrer Kräfte); die Gefahr sei solange gebannt (durch Gesten des Trugs, der Besitznahme und der Zeichnung), als kein Frevel begangen werde. Renner verstand die Magie als das urtümlichste Erleben und Denken des Menschen; sie kenne in ihrer reinen Form weder Götter noch Dämonen, sondern nur die unmittelbar empfundene Natur, den Menschen und seine Gemeinschaft. Dagegen sei die Welt des Animismus als eine Art getrübter Magie erfüllt von Göttern und Dämonen, Hexen und vermenschlichten Kräften. Die zu Kult und Zauber weiterentwickelten Gesten (etwa in der Fastnacht mit Maskenwesen, Feuer- und Lärmbräuchen) dienten nicht mehr dem Bann der Gefahr, sondern der Veränderung der Umwelt und der Beherrschung des Transzendenten. 
Deutlich wird in Renners Arbeit ihr starker Zeitbezug. Das Bild von den Schweizern als einem „Volk der Hirten“ und vom Hirten als urtümlichen Kern des schweizerischen Wesenszugs gehörte zur gängigen Projektionsfläche thesenhafter Deutungen vor dem Zweiten Weltkrieg. Renner war auch deutlich beeinflusst von den Arbeiten des Prähistorikers und Religionsforschers Herbert Kühn und den tiefenpsychologischen Ansätzen in den Lehren C. G. Jungs (der ebenfalls das schweizerische Wesen in der Naturverbundenheit zu erkennen glaubte). Dies kommt besonders zum Tragen in seinen postum publizierten Untersuchungen, in denen er anhand der Deutung prähistorischer und antiker Symbole (insbesondere der Spirale) weltweit gültige Normen animistischen Denkens nachweisen wollte.  

## Werke
- Über das Magische und Animistische im Erleben und Denken der Urner Bergbauern. Diss. med. Universität Bern, 1937.
- Goldener Ring über Uri : ein Buch vom Erleben und Denken unserer Bergler, von Magie und Geistern und von den ersten und letzten Dingen. Metz (Helvetische Bücherei), Zürich 1941. ISBN 3250101532 (Neuauflage 1991)
- Jakob Wirsch (Hrsg.): Eherne Schalen. Über die animistischen Denk- und Erlebnisformen. Haupt, Bern 1967.